# 中村謙太
中村 謙太（なかむら けんた、1993年4月7日 - ）は、福井放送のアナウンサー。元エフエム愛知アナウンサー。福井県福井市出身。

## 略歴
- 北陸高校、[1]南山大学卒業。大学卒業後の2016年4月にエフエム愛知に入社。[2]
- 2017年12月末を持ってエフエム愛知を退社。2018年4月、福井放送へ入社。
- 大学時代はふくいジョブカフェと福井テレビジョン放送の共同事業で学生記者を勤めていた。[3]
- 大学3年時から大学卒業まで名古屋のコミュニティFM、MID-FMの番組「就活中ing」に出演していた。[4]